# クロード・パスカル (作曲家)

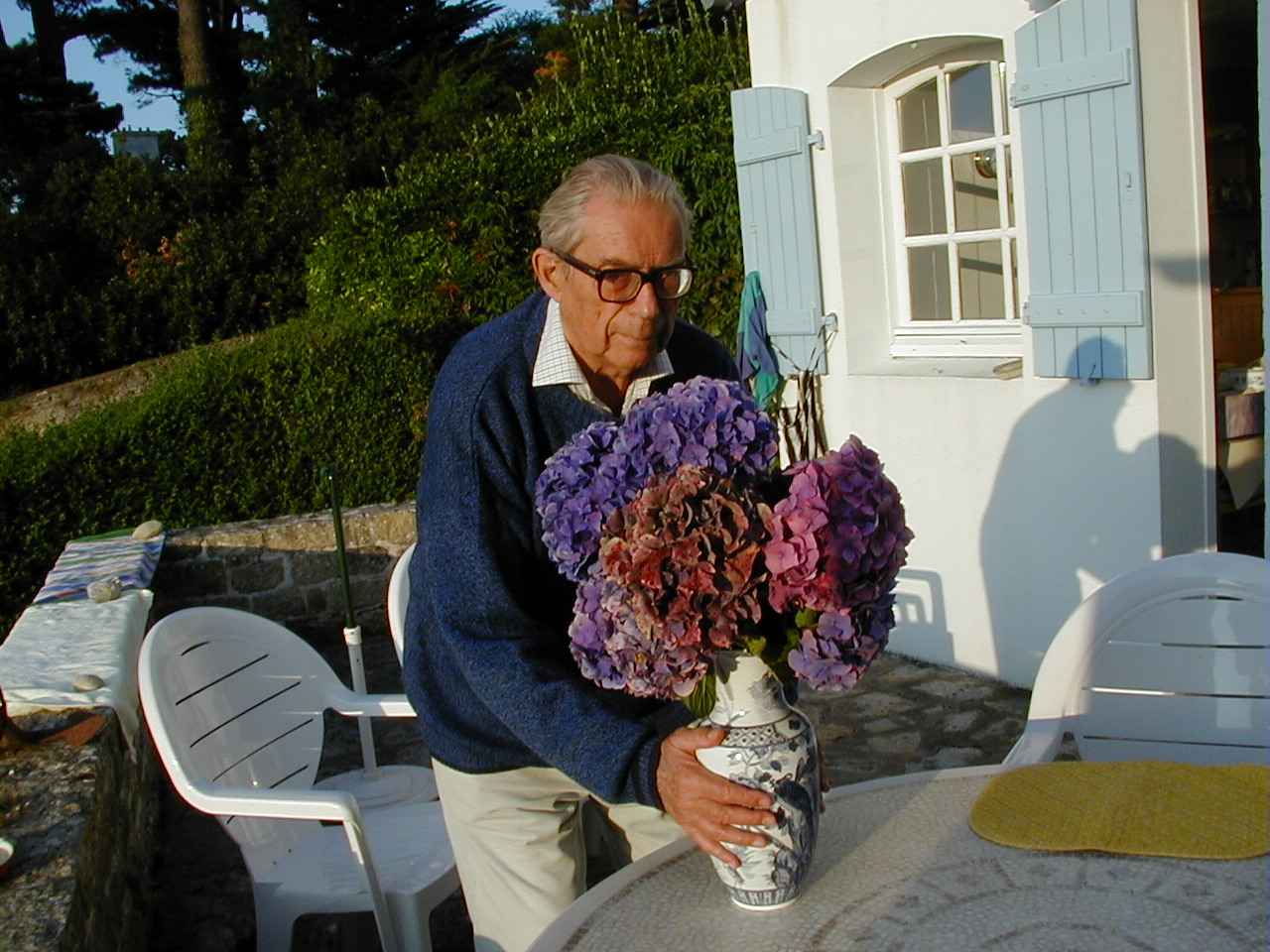
クロード・ルネ・ジョルジュ・パスカル (2002)

クロード・ルネ・ジョルジュ・パスカル（Claude René Georges Pascal, 1921年2月19日 - 2017年2月28日）は、フランスの作曲家。

## 略歴
パリに生まれ、10歳でパリ音楽院に入学。1945年に、合唱曲「密輸業者の冗談」（la farce de contrebandier）でローマ賞を受賞。その後1950年にパリ音楽院の教授に就任。また批評家としての活動も知られている。

## 音楽
パスカルは合唱曲や舞台音楽なども作曲しているが、最も良く知られているのは室内楽曲・協奏曲などの器楽曲である。

### 合唱曲
- 密輸業者の冗談 la farce de contrebandier （1945年）

### 協奏曲
- ピアノ協奏曲 concerto pour piano et orchestre de chambre （1958年）
- チェロ協奏曲 concerto pour violoncelle et orchestre （1959年）
- ハープ協奏曲 concerto pour harpe et orchestre （1967年）
- フルート協奏曲 concerto pour flûte et orchestre （1998年）

### 室内楽曲
- 弦楽四重奏曲 quatuor à cordes （1942年）
- サクソフォーン四重奏曲 quatuor à saxophones （1961年）

### その他の器楽曲
- ヴァイオリンソナタ第1番 sonate pour violon et piano Nr. 1 （1947年）
- アルトサクソフォーンとピアノのためのソナチネ Sonatine: pour saxophone alto et piano （1948年）[1]
- ヴァイオリンソナタ第2番 sonate pour violon et piano Nr.2 （1963年）
- 3つの伝説 trois légendes （1964年）
- 2本のフルートのためのソナタ sonate pour deux flûtes （2003年）